# معسكر بوندستيل
معسكر بوندستيل هي مقر عمليات قوات كوسوفو تقع بالقرب من مدينة فريزاي في شرق كوسوفو. يتواجد بالقاعدة قوات أمريكية بالإضافة إلى قوات من اليونان، إيطاليا، فنلندا، المجر، بولندا، سلوفينيا، سويسرا وتركيا.